# Однажды в Токио
«Однажды в Токио» (яп. 東京ゴッドファーザーズ То:кё: Годдофа:дза:дзу:, Tokyo Godfathers) — полнометражный аниме-фильм режиссёра Сатоси Кона, выпущенный в 2003 году.
«Однажды в Токио» — третий фильм Кона, в котором он выступает и как сценарист, и как режиссёр. В работе над фильмом также была задействована Кэйко Нобумото, являющаяся автором истории «Волчий дождь», а также принимавшая участие в создании Cowboy Bebop. История получила название в честь фильма Джона Форда «Три крёстных отца», в котором трое бродяг вынуждены заботиться о новорождённом. Фильм был впервые показан на Big Apple Anime Festival (англ.) в Нью-Йорке, проходившем с 29 по 31 августа 2003 года.
«Однажды в Токио» получил Excellence Prize на Японском фестивале медиа искусств. Фильм был также показан в рамках «Фестиваля азиатских фильмов в Сан Диего» (англ.) в 2003
и «Международного фестиваля фильмов в Ванкувере» (англ.) в 2010 году. В прокате фильм собрал $453 133.

## Сюжет
Однажды в канун Рождества трое бездомных – сбежавшая из дома девушка-подросток Миюки и двое немолодых бродяг –алкоголик Джин и трансвестит Ханна находят на свалке новорождённую девочку. Ханна не желает обращаться с находкой в полицию, чтобы ребёнок, подобно ей, всё детство не провёл в приютах и предлагает разыскать родителей девочки. Найдёныша она нарекает именем Киёко, что означает «невинная». В корзине-переноске бездомные находят ключи от камеры хранения, а в ней — фотографии семейной пары и визитки ночного клуба. Отправившись искать это место, эти незаурядные люди, по пути попадая в различные комичные ситуации, помогают случайно встреченному якудза выбраться из-под собственной машины, который в свою очередь помогает им не только попасть в этот клуб беспрепятственно, но и влиться в ряды уважаемых гостей этого заведения.
Когда героям удаётся узнать имя матери ребёнка – Сатико и её адрес с фотографии, внезапно происходит покушение на их нового знакомого мафиози, и наёмный убийца, взяв Миюки вместе с малюткой Киёко в заложницы, скрывается. Ханна и Джин разделяются, пытаясь их догнать. Джин встречает ещё одного бездомного алкоголика, но уже ветхого старика, чем-то напоминающего его самого. Старик умирает прямо у него на руках, а после этого на Джина нападает компания подростков и жестоко избивает бродягу.
Хана всё же находит Миюки с ребёнком. Девушке удаётся поладить с женой убийцы, та проникается к ним искренней симпатией и отпускает. Так как бездомным негде укрыться на ночь, Ханна решает отправиться в травестит-клуб, где она когда-то работала. Там они совершенно неожиданно обнаруживают Джина, которого подобрали сердобольные работники клуба. Утром герои отправляются к дому Сатико, но находят его разрушенным. Опрос соседей так и не дал никакой информации, где сейчас супружеская чета.
Бездомные останавливаются передохнуть в магазине, но тут к ним пристаёт пьяный покупатель. Выйдя на улицу вместе с ним и продавцом, они чудом избегают гибели, когда в магазин врезается машина скорой помощи. Однако даёт о себе знать болезнь Ханны, и она теряет сознание. В больнице Джин отдаёт все свои деньги на её лечение. Встреченная медсестра оказывается его дочерью, которую он не видел с тех пор, как оставил семью и бросился в бега. Не желая мешать воссоединению семьи, Ханна с Киёко и Миюки уходят прочь из больницы. По дороге они встречают Сатико, которая намеревается прыгнуть с моста, и пожалев её, возвращают ей малышку.
Тем временем Джин в больнице видит репортаж о похищенном младенце и узнаёт в нём найденную ими девочку. Он находит мужа Сатико и узнаёт правду — она не настоящая мать Киёко, а просто похитила малыша из больницы после смерти собственного ребёнка. Джин бросается на поиски девочки и находит Ханну и Миюки, уже втроём бродяги пускаются по следу Сатико с Киёко. Преследование и погоня приводит их на крышу высотного здания, где Сатико признаётся, что её дочь родилась мёртвой, поэтому она взяла эту девочку, надеясь таким образом наладить свою жизнь и уменьшить страдания потери. Отчаявшаяся женщина пытается покончить с собой, спрыгнув с крыши вместе с малышкой Киёко, но бездомные чудом спасают их.
Ребёнка возвращают родителям, и те в благодарность хотят, чтобы её спасители стали крёстными родителями. Но тут происходит ещё чудесное совпадение — следователь, ведущий дело похищенного малыша, оказывается отцом Миюки, который её давно разыскивает.

## Персонажи
Джин, бывший владелец магазина велосипедов, тем не менее утверждающий, что являлся профессиональным велосипедистом. Он начал бродяжничать, когда проигрался в тотализаторе в пух и прах, чтобы его жена и дочь не лишились средств к существованию. Другим же бродягам, пытаясь вызвать сочувствие, говорил, что они умерли.
Сэйю: Тору Эмори
Хана, трансвестит, бывшая драг-квин. Больше всех заботится о ребёнке, которого находят герои. Она самая добрая из трёх главных героев, но также тяжело больна, что пытается скрывать от других.
Сэйю: Ёсияки Умэгаки
Миюки, сбежавшая из дома старшеклассница. Во время семейного спора об исчезновении её кошки по кличке Ангел, Миюки ранила ножом своего отца (полагая, что он виноват в пропаже) и оставила дом. Во время поисков родителей ребёнка она нашла старую газету, в которую её родители подали заметку, что кошка вернулась домой. После этого она решила позвонить отцу, но так и не набралась смелости с ним заговорить.
Сэйю: Ая Окамото
Киёко, новорождённая девочка, которую оставили на свалке. Трое главных героев находят её в канун Рождества. Хана назвала её по японскому названию традиционной рождественской песни «Тихая ночь».
Сэйю: Сатоми Короги
Сатико, самозваная мать малышки Киёко. Когда её муж избавляется от ребёнка, Сатико впадает в отчаяние и готовится совершить самоубийство. Её настоящий ребёнок умер при рождении, и, не желая это принять, она похитила Киёко из больницы.
Сэйю: Кёко Тэрасэ
Ясуо, муж Сатико. Бросил Киёко, когда узнал, что его жена украла её из больницы. В итоге раскаялся и пытался отговорить жену от самоубийства.
Сэйю: Хироя Исимару
Отец Миюки, полицейский. Расследует дело о похищении ребёнка. Неожиданно находит Миюки в самом конце фильма.
Сэйю: Юсаку Яра
Киёко, дочь Джина, медсестра. Собирается замуж за доктора, лечившего Хану.
Сэйю: Мамико Ното
Доктор, врач, который лечил Хану после приступа.
Сэйю: Акио Оцука
Жених, зять босса якудза Ооты. Был ранен, защищая своего тестя от наёмного убийцы. Джин заявил, что это из-за него он оказался в долгах, и даже хотел напасть на жениха прямо на свадьбе. Но потом Джин был рад, что тот выжил.
Сэйю: Рикия Кояма
Таксист, водитель такси, к которому сели сначала киллер вместе с Миюки и Киёко, а затем Хана, их разыскивающая. В конце снова попадается на пути героев и разбивает машину, участвуя в погоне за Сатико.
Сэйю: Коити Ямадэра